# Communauté de communes des pays d'Oise et d'Halatte
La communauté de communes des Pays d’Oise et d’Halatte (CCPOH), appelée également le Maxipontois, est une communauté de communes française située dans le département de l’Oise et la région Hauts-de-France.

## Historique
La communauté de communes des pays d’Oise et d’Halatte a été créée le 31 décembre 1997.
En 2010-2011, Verneuil-en-Halatte a tenté sans succès de rejoindre la  communauté de communes des Trois Forêts, articulée autour de Senlis, estimant que cela lui ferait faire des économies, mais la CCPOH estimant que cela désorganiserait le territoire des Pays d'Oise et d'Halatte tout en ne répondant à aucune cohérence territoriale,.
En 2018, des discussions s'engagent sous l'impulsion de l'État en vue de la fusion des communautés de communes de  l'aire cantilienne, d'Oise et d'Halatte  et de Senlis Sud Oise, malgré le refus exprimé par Patrice Marchand, maire (LR) de Gouvieux, qui estime que cette fusion rendrait applicable aux communes de la nouvelle intercommunalité les obligations de création de logements sociaux prévus par l'article 55 de la loi relative à la solidarité et au renouvellement urbains (Loi SRU), soit, selon lui, plus de 2 200 logements sociaux, répartis entre les villes aisées de Gouvieux, Coye-la-Forêt, Lamorlaye et Orry-la-Ville, et « d’un côté, il y a les communes les plus riches, qui dépensent le plus. De l’autre, le nivellement des services se réalisera fatalement par le haut et induira des charges supplémentaires pour les moins aisées ».

## Territoire communautaire

### Géographie
La communauté de communes est située au cœur de la vallée de l’Oise et de part et d'autre de celle-ci, à 60 km au nord de Paris, entre Creil et Compiègne, les deux pôles urbains secondaires du département après Beauvais, et à 6 km de l’autoroute A1 et à 40 km de l’aéroport Roissy-Charles-de-Gaulle. Elle se trouve située à mi-distance des agglomérations de Compiègne et de Creil.
Environ la moitié de son territoire est situé dans le périmètre du parc naturel régional Oise-Pays de France, et sept de ses communes sont situées sur le cours de l’Oise, et la communauté a axé une partie de son développement, par le développement de zones d'activité ou de projets de développement touristique et environnemental.
Le territoire, d'une superficie de 14 002 hectares compte en 2012 environ 34 000 habitants et 8 400 emplois, est marqué par la périurbanisation et est dans l'aire  d’influence  francilienne  et  notamment de son pôle économique émergent de la plate-forme aéroportuaire de Roissy-Charles-de-Gaulle (1 résidant actif de la CCPOH sur 4 travaille en Ile-de-France),.

### Composition
La communauté de communes est composée des 17 communes suivantes :

| Nom                         | Code Insee | Gentilé                      | Superficie (km2) | Population (dernière pop. légale) | Densité (hab./km2) |
| --------------------------- | ---------- | ---------------------------- | ---------------- | --------------------------------- | ------------------ |
| Pont-Sainte-Maxence (siège) | 60509      | Maxipontains                 | 14,76            | 12 343 (2022)                     | 836                |
| Les Ageux                   | 60006      | Ageois                       | 5                | 1 147 (2022)                      | 229                |
| Angicourt                   | 60013      | Angicourtois                 | 4,96             | 1 335 (2022)                      | 269                |
| Bazicourt                   | 60050      | Bazicourtois                 | 3,82             | 370 (2022)                        | 97                 |
| Beaurepaire                 | 60056      | Belliripariens               | 5,07             | 64 (2022)                         | 13                 |
| Brenouille                  | 60102      | Brenouillois                 | 4,31             | 2 120 (2022)                      | 492                |
| Cinqueux                    | 60154      | Cinquatiens                  | 6,79             | 1 638 (2022)                      | 241                |
| Monceaux                    | 60406      | Moncéens                     | 6,6              | 948 (2022)                        | 144                |
| Pontpoint                   | 60508      | Pontponniens                 | 19,11            | 3 279 (2022)                      | 172                |
| Rhuis                       | 60536      |                              | 2,7              | 134 (2022)                        | 50                 |
| Rieux                       | 60539      | Rioliens                     | 2,33             | 1 553 (2022)                      | 667                |
| Roberval                    | 60541      | Robervallois                 | 4,83             | 352 (2022)                        | 73                 |
| Sacy-le-Grand               | 60562      | Sacyliens                    | 17,7             | 1 578 (2022)                      | 89                 |
| Sacy-le-Petit               | 60563      |                              | 7,45             | 633 (2022)                        | 85                 |
| Saint-Martin-Longueau       | 60587      | Saint-Martinois-Longoviciens | 3,62             | 1 431 (2022)                      | 395                |
| Verneuil-en-Halatte         | 60670      | Vernoliens                   | 22,26            | 4 795 (2022)                      | 215                |
| Villeneuve-sur-Verberie     | 60680      | Villeneuvois                 | 8,16             | 718 (2022)                        | 88                 |

### Démographie
| 1968   | 1975   | 1982   | 1990   | 1999   | 2010   | 2015   | 2021   |
| ------ | ------ | ------ | ------ | ------ | ------ | ------ | ------ |
| 19 736 | 22 079 | 25 311 | 29 136 | 32 751 | 33 101 | 34 189 | 34 167 |

## Organisation

### Siège
Le siège de la communauté de communes est situé en mairie de Pont-Sainte-Maxence.

### Élus
La communauté d'agglomération est administrée par son Conseil communautaire, composé pour la mandature 2014-2020 de 50 conseillers municipaux représentant chacune des 17 communes membres. Cet effectif est maintenu pour la mandature 2020-2026, et les élus sont répartis de la manière suivante, en fonction de la population des communes :

- 16 délégués pour Pont-Sainte-Maxence ;

- 6 délégués pour Verneuil-en-Halatte ;

- 5 délégués pour Pontpoint ;

- 3 délégués pour Brenouille ;

- 2 délégués pour Angicourt, Cinqueux, Les Ageux, Monceaux, Rieux, Sacy-le-Grand, Saint-Martin-Longueau ;

- 1 délégué ou son suppléant pour les autres communes.

Au terme des  élections municipales de 2020 dans l'Oise, le conseil communautaire du 7 juillet 2020 a élu à une large majorité (80 %)  son nouveau président, Arnaud Dumontier, maire de Pont-Sainte-Maxence, ainsi que ses 8 vice-résidents, qui sont :
1. Khristine Foyart, maire de Brenouille, chargée des finances, des relations avec les personnels et de l’administration générale
2. François Morenc, maire de Sacy-le-Petit, chargé du développement économique ;
3. Teresa Dias, maire de Monceaux, chargée  de la culture et de la jeunesse ;
4. Philippe Kellner, maire de Verneuil-en-Halatte, chargé de l’environnement et du développement durable ;
5. Monique Ego, maire de Villeneuve-sur-Verberie, chargée de la petite enfance, de l’enfance et des aînés ;
6. Éric Warlouzet, maire des Ageux, chargé de l’aménagement du territoire ;
7. Bruno Dauguet, maire de Pontpoint, chargé des transports et des nouvelles mobilités ;
8. Jean-François Goyard, maire de Rhuis, chargé du tourisme.

Le bureau de la communauté pour la mandature 2020-2026 comprend le président, les 8 vice-présidents et des maires des 17 communes.

### Liste des présidents
| Période                                  | Période                      | Identité          | Étiquette | Qualité |
| ---------------------------------------- | ---------------------------- | ----------------- | --------- | --- |
| Les données manquantes sont à compléter. |                              |                   |           | |
|                                          | avril 2001                   | Michel Delmas     | PS        | Ingénieur Maire de Pont-Sainte-Maxence (2008 → 2014) |
| avril 2001                               | 2008                         | Antoine Aubrée    | UMP       | Banquier Maire de Pont-Sainte-Maxence (2001 → 2008) |
| 2008                                     | avril 2014                   | Michel Delmas     | PS        | Ingénieur Maire de Pont-Sainte-Maxence (2008 → 2014) |
| avril 2014                               | juillet 2020                 | Christian Massaux | DVD       | Maire de Verneuil-en-Halatte (2008 →2020) |
| juillet 2020                             | En cours (au 7 juillet 2020) | Arnaud Dumontier  | UMP → LR  | Fonctionnaire Maire de Pont-Sainte-Maxence (2014 → ) Conseiller départemental de Sainte-Maxence (2015 → ) Vice-président du conseil départemental de l'Oise (2017 → ) Président de l' OPAC de l'Oise> Réélu pour le mandat 2020-2026 |

### Compétences
L'intercommunalité exerce les compétences qui lui ont été transférées par les communes membres, dans les conditions déterminées par le code général des collectivités territoriales.
- Actions de développement économique : création, aménagement, entretien et gestion de zones d’activités industrielles, commerciales, tertiaires, artisanales, touristiques, portuaires et aéroportuaires.
- Aménagement de l’espace communautaire pour la conduite d’actions d’intérêt communautaire, aménagement, entretien et gestion des aires d’accueil des gens du voyage et des terrains familiaux locatifs
- Collecte et traitement des déchets ménagers et déchets assimilés, gemapi : gestion des milieux aquatiques et prévention des inondations
- Actions de mobilité : stratégie globale des déplacements sur son territoire, amélioration de l’offre de  transport public
- Politique du logement social d’intérêt communautaire et action, par des opérations d’intérêt communautaire, en faveur du logement des personnes  défavorisées
- Création, aménagement et entretien de voiries d’intérêt communautaire
- Entretien des espaces déclarés d’intérêt  communautaire
- Construction ou aménagement, entretien et gestion d’équipements culturels ou d’établissements sportifs d’intérêt communautaire
- Actions culturelles
- Actions sociales d’intérêt communautaire
- Création, aménagement, entretien, gestion de structures de coordination et d’accueil de la petite enfance et collectif de mineurs
- Animations et médiation socioculturelles
- Portage de repas à domicile
- Politique de la ville : élaboration du diagnostic du territoire et définition des orientations du contrat de ville
- Création et gestion de maisons de service public et  définition des obligations de service au public
- Service public des réseaux et services locaux de  communications électroniques (très haut débit)
- Protection et mise en valeur de l’environnement : gestion de l’eau Oise Aronde, assainissement : SPANC,  contrôle des systèmes d’assainissement non collectif

### Régime fiscal et budget
La Communauté de communes est un établissement public de coopération intercommunale à fiscalité propre.
Afin de financer l'exercice de ses compétences, l'intercommunalité perçoit depuis 2006 la fiscalité professionnelle unique, (FPU) – qui a succédé à la taxe professionnelle unique (TPU) – et assure une péréquation de ressources entre les communes résidentielles et celles dotées de zones d'activité.
Elle perçoit également une taxe d'enlèvement des ordures ménagères (TEOM), qui finance le fonctionnement de ce service public, ainsi qu'une bonification de la dotation globale de fonctionnement (DGF).
Elle ne verse pas de dotation de solidarité communautaire (DSC) à ses communes membres.

### Effectifs
Pour mettre en œuvre ses compétences, la CCPOH est l'employeur en 2023 de 250 agents, en quasi-stabilité par rapport à l'effectif de 2016, qui était de 231 agents.

### Identité visuelle
À l'occasion de ses 20 ans, la communauté s'est dotée en 2018 d'un nouveau logo, réalisé en interne par le service communication qui a choisi de mettre en avant la symbolique du lien avec les communes et du cheminement parcouru par la CCPOH

## Projets et réalisations
Conformément aux dispositions légales, une communauté de communes a pour objet d'associer des « communes au sein d'un espace de solidarité, en vue de l'élaboration d'un projet commun de développement et d'aménagement de l'espace ».
Développement économique
Depuis son approbation le 28 juin 2011, le schéma de cohérence territoriale de l'intercommunalité prévoit un aménagement à vocation économique sur le secteur Nord de son territoire.
La CCPOH prévoit également l'extension de la ZAC des Cornouillers[Où ?] et du Parc d'entreprises « Alata » à Verneuil-en-Halatte.
Déplacements
L'intercommunalité a aménagé de 2013 à 2016 251 places de stationnement aux abords de la gare de Pont-Sainte-Maxence pour un coût de 102 500 €

## Pour approfondir